# 徐延德
徐延德（1514年—1567年），字用脩，號敬斋，明朝軍事將領、定國公。徐光祚子。母王氏。

## 生平
嘉靖]八年十一月癸卯（1529年12月11日），十六歲時襲定國公爵，祿二千五百石。嘉靖三十年正月，领中军都督府。隆慶元年（1567年）十一月去世，年五十四。葬阜城門外馬鞍山祖塋。
娶张氏，慈壽皇太后侄女，封定國公夫人，早卒；繼娶洪氏，亦封定國夫人。有六子，長子徐文璧，袭爵；次文璨、文瑞、文璣、文璠。三个女儿，嫁豐潤伯曹文炳、正一真人張永緒、錦衣衛劉伯遠。